# خوسف (بافق)
خوسف یک روستا در ایران است که در دهستان سبزدشت شهرستان بافق واقع شده‌است. خوسف 485 نفر جمعیت دارد.